# جرج مک‌فارلین
جرج مک‌فارلین (انگلیسی: George MacFarlane؛ ‏ ۱۷ نوامبر ۱۸۷۸ – ۲۲ فوریهٔ ۱۹۳۲) بازیگر و خواننده اهل ایالات متحده آمریکا بود.
از فیلم‌هایی که وی در آن‌ها نقش داشته است، می‌توان به صفحه آخر، تاکسی!، بالای رودخانه و وال استریت اشاره نمود.